# Ovays Azizi
Ovays Azizi (Dari: اویس عزیزي, nacido el 29 de enero de 1992) es un futbolista afgano que juega como portero del Hilleröd Fodbold y de la selección nacional de fútbol de Afganistán.

## Carrera internacional
Azizi hizo su debut con la selección de fútbol de Afganistán en una derrota amistosa por 2-0 ante Tailandia el 3 de septiembre de 2015.

## Vida personal
Azizi nació en Afganistán y perdió a su padre y abuelos en la Guerra Civil afgana. A una edad temprana, su madre y sus 4 hermanos fueron refugiados en Irán. En 2001, fue aceptado como refugiado en Dinamarca. Azizi es un futbolista semiprofesional, que también trabaja como terapeuta ocupacional.